# TARGET
TARGET este o revistă cu profil economic din România, cu apariție lunară, lansată la data de 29 mai 2006.
Revista apare cu o frecvență lunară, în ultima zi de luni din fiecare lună și are în prezent un tiraj de 20.000 exemplare. Sloganul revistei este "Trăiește business".
Revista TARGET face parte din portofoliul publicațiilor de business editate de către PubliMedia International, compania de publishing a MediaPRO, alături de cotidianul Ziarul Financiar și săptămânalul Business Magazin.

## Profilul revistei
Revista TARGET prezintă poveștile de succes și stilul de viață al oamenilor de afaceri din România și din străinătate, precum și ultimele tendințe în business.
Printre rubricile permanente ale revistei se numără: 
- Top News (o sinteză a celor mai importante evenimente din luna precedentă);
- Podium (analizează trei dintre cele mai relevante evenimente de business dintr-o lună);
- Forecast (abordează influența tendințelor internaționale asupra climatului economic, politic și social din România);
- Cash-Flow (despre plasamente financiare);
- New Media (prezintă tehnologiile de ultimă ora);
- Behind the Scene (oamenii din spatele afacerilor) sau
- The Money Show (bogatul lunii).

După afirmațiile Cosminei Noaghea, publisher al diviziei Business Press a PubliMedia International, "TARGET ține cititorii la curent nu doar cu tendințele din business, ci și cu alternativele pe care oamenii de afaceri le au pentru petrecerea timpului liber“. 
De asemenea, revista a început să distribuie și DVD-uri cu biografiile unor mari personalități din lumea afacerilor, cum ar fi: Bill Gates, Donald Trump sau Nelson Rockefeller.